# Marie-louise
Pour les articles homonymes, voir Marie-Louise.

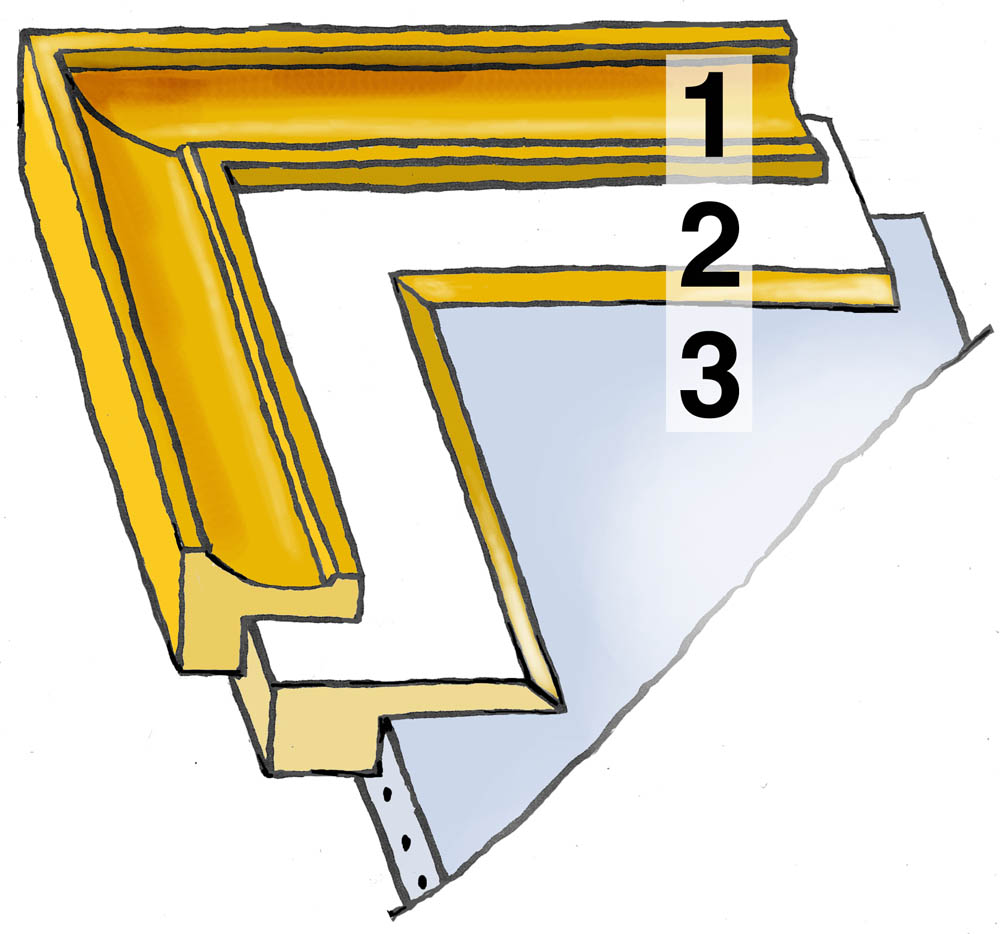
Schéma d’un encadrement. 1 : moulure, 2 : marie-louise, 3 : œuvre encadrée

La marie-louise est une sorte de cadre intermédiaire placé entre une œuvre encadrée sans vitre (en général, une peinture sur toile ou autre support) et le cadre proprement dit. Elle est parfois considérée comme faisant partie intégrante du cadre : la partie extérieure est alors appelée moulure.
L'étymologie du terme n'est pas établie, sans rapport avec les Marie-Louise (ou Maries-Louises), jeunes conscrits par anticipation. Selon le Centre national de ressources textuelles et lexicales, il s'agirait de l'utilisation parfois rencontrée d'anthroponymes pour désigner des outils ou accessoires.
Le nom Marie-Louise proviendrait de l'histoire des duchesses de Montrichard : Marie l'ainée et Louise la sœur cadette. Lors d'une présentation du tableau mettant en scène les deux sœurs au prince de Bourgogne. L'ainée Marie aurait réalisé un sur-cadre se positionnant directement sur la toile celui-ci cachant totalement sa sœur. En recevant le tableau, le prince de Bourgogne signa sous sa prétendante préférée (Marie). Au retour du tableau, Marie retira le sur-cadre et Louise fut bien obligée de constater que le prince signa pour sa sœur.
Le rôle de la marie-louise est d'assurer une transition entre l'œuvre et le cadre, qui peut être mouluré, doré, coloré de diverses façons. La marie-louise est plate, sans moulures ni ornementations superflues, et de couleur neutre, blanc, écru ou tons pastels. Elle peut être recouverte de toile, ou simplement peinte. Son épaisseur sur la partie apparente, découpée en biseau, le nez ou congé, est souvent dorée, ce qui est considéré comme la meilleure solution pour apporter éclat et luminosité à l'œuvre présentée. Le profil de la marie-louise, intérieurement, est conçu pour recevoir l'œuvre, et son pourtour extérieur reçoit à son tour le cadre proprement dit.
La marie-louise est généralement en bois recouvert de toile ou peint, mais elle peut aussi être réalisée en matériaux composites.
Il ne faut pas confondre la marie-louise avec le passe-partout, qui est un carton épais destiné à une œuvre encadrée sous une vitre protectrice (aquarelle, dessin, estampe, photographie, etc.) afin d'isoler l'œuvre du contact direct avec la vitre. Le passe-partout est découpé aux dimensions de la vitre et vient s'insérer à l'intérieur du cadre, avec une fenêtre découpée également en biseau correspondant à l'image visible.